# Calliactis variegata
Calliactis variegata is een zeeanemonensoort uit de familie Hormathiidae.
Calliactis variegata is voor het eerst wetenschappelijk beschreven door Verrill in 1869.